# الجامعة التونسية للريشة الطائرة
الجامعة التونسية للريشة الطائرة (بالفرنسية: Fédération Tunisienne de Badminton)‏ هي جامعة رياضية تونسية تأسست في 12 جانفي 2019، تشرف على رياضة الريشة الطائرة في تونس.

## الأهداف
تهدف الجامعة إلى التّعريف برياضة الرّيشة الطّائرة التي اشتهرت برياضة البادمنتون، وتنميتها واستكشاف المواهب واستقطابها لرعايتها وتحسين مستواها الذّهني والأخلاقي والفنّي.
كما تهدف إلى تكوين الإطارات الفنيّة وتأطير الشّباب وتنمية قدراته البدنية والفنية والارتقاء به إلى أرفع المستويات الرّياضية والأخلاقيّة في كنف الانضباط والاحترام المتبادل والامتثال لمبادئ الرّوح الرّياضيّة والسّلوك الحضاري.
تعمل الجامعة أيضا على مزيد تنويع الأنشطة التّرفيهيّة للشّباب من خلال رياضة الرّيشة الطّائرة وحسن استغلال الفضاءات الرّياضية المناسبة لها باعتبار أن هذا الصّنف من الرّياضة يمثل ثاني رياضة انتشارا في العالم بعد كرة القدم، إلا أنها في بلادنا لازالت في خطواتها الأولى. ولتحقيق أهدافها، شرعت الجامعة منذ انبعاثها على توفير فضاء رياضي مطابق للمقاييس الفنية والدّولية المعمول بها في الغرض ويستجيب لشروط الصّحة والسّلامة وتوفير المرافق والتّجهيزات الضّروريّة لوضعها على ذمة الشباب لممارسة النّشاط الرّياضي.

## المسيرون
- الرئيس : عبد المجيد البحري
- نائب الرئيس: عادل الخياري
- الكاتبة العامة: عبيدة خالد
- أمين مال: ناجح السويسي
- رئيسة لجنة تنمية الريشة الطائرة والريشة الطائرة النسائية: روضة بن يوسف
- رئيس لجنة المنتخبات الوطنية وتنظيم التظاهرات: خالد كسكاس
- رئيس اللجنة الفنية والتكوين والرسكلة : رياض عزيز
- رئيس اللجنة القانونية والانضباط: محمد كريم نفاتي
- رئيسة اللجنة الطبية: ريم نويرة
- رئيس لجنة التنسيق والاتصال: صهيب بن منصور

## عضوية
وهي عضو بالاتحاد الدولي لكرة الريشة والاتحاد الأفريقي لكرة الريشة.

## مقالات ذات صلة
- الريشة الطائرة

## وصلة خارجية
- الموقع الرسمي للجامعة التونسية للريشة الطائرة.